# Callista Chimombo
Pour les articles homonymes, voir Chimombo.
Callista Chapola-Chimombo (née le 24 mai 1959 à Zomba dans la Fédération de Rhodésie et du Nyassaland) est une femme politique malawite.
Veuve du président Bingu wa Mutharika, elle est première dame (en) durant sa présidence de 2010 au 2012. Elle est également membre du Cabinet du Malawi (en) à titre de coordonnatrice nationale pour la Maternité, l'Enfance et la Santé des enfants, ainsi que pour la VIH/Nutrition/Malaria et la Tuberculose.
En 2005, Chimombo est secrétaire de la Malawi Parliamentary Women's Caucus (en). D'abord membre du Parti démocrate-progressiste (DDP), elle se rallie ensuite à la Front démocratique uni (UDF).
Dès 2022, elle devient haute-commissaire du Malawi dans la république du Kenya. Elle est aussi membre du Parlement panafricain et occupe le poste de ministre malawite du Tourisme, de la Nature et de la Culture.

## Biographie

### Vie personnelle
Après une période de fortes spéculations, il est annoncé que Chimombo et le président malawite Mutharika annoncent se fréquenter en janvier 2010. Les fiançailles sont rendues publiques le jour de la Saint-Valentin et diffusées lors d'une cérémonie traditionnelles transmises à la télévision. Le couple se marient le 1er mai 2010 dans une église Catholique romaine.

### Carrière
Avant son entrée en politique, elle travaille pour le Hunger Project de Joyce Banda.

#### Carrière politique
En 2005, Chimombo entre à l'Assemblée nationale à titre de députée de la circonscription de Likangala dans le district de Zomba.

### Première dame du Malawi
Avec son mariage avec Mutharika, elle devient première dame du pays jusqu'au décès en fonction du président le 5 avril 2012. Elle s'avère une première dame très vocale et active entre autres en pesant dans la décision de remplacer le vice-président Cassim Chilumpha (en) et son remplacement par Joyce Banda. Elle déclare aussi que les supporteurs de Banda faisaient fausse route en établissant un parallèle entre leur candidate et Ellen Johnson Sirleaf, la première présidente du Libéria, en vue de son positionnement pour la présidentielle de 2014.

#### Maternité sans risque
En août 2010, Mutharika nomme Chimombo ambassadrice pour la Maternité sans risque en remplacement de Joyce Banda. Cette position résulte d'une initiative émanant d'une Conférence des ministres de la Santé des pays de l'Union africaine en 2005. Également responsable de la Fondation pour la maternité, cette dernière œuvrait à la promotion de l'avancement des femmes issues de populations vulnérables dans tous les secteurs de la société.

#### Programme malaria
Chimombo est aussi en charge du programme nationale de lutte contre la malaria qui lui donne une position officielle au sein du cabinet dès le 8 septembre 2011.

#### Critiques
Chimombo créer des tensions suite à un discours au cours duquel elle critique les ONG qui soutiennent l'homosexualité et qui troublent la paix avec les subventions qu'elles reçoivent. Elle les accusent aussi d'être instigatrices des manifestations malawites de 2011 (en) tout en encourageant les habitants des zones rurales à ne pas en prendre part. Huit organisations envoient alors une réponse officielle dénonçant ses propos comme « irresponsables et inacceptables » tout en défendant leur droit à la liberté d'expression.